# Il corpo (film 2024)
Il corpo è un film thriller del 2024 diretto da Vincenzo Alfieri. Il film è il remake italiano, fedele nella trama e nel finale, del film spagnolo El cuerpo di Oriol Paulo del 2012.

## Trama
Una guardia notturna fugge in preda al panico dall’obitorio dove lavora e viene investita accidentalmente. La polizia viene chiamata a condurre le indagini per via di alcune incongruenze che vengono rilevate, e l'ispettore Cosser in breve tempo scopre che il cadavere di una donna, l'imprenditrice farmaceutica Rebecca Zuin, morta di recente, è scomparso.
Il caso da subito risulta molto difficile ed è complicato dalle vicende umane dei protagonisti: l’ispettore decide quindi di rivolgersi al vedovo Bruno Forlan, docente universitario più giovane della moglie, e nel corso della serata scopre la verità che si cela dietro la morte della donna e risolve il mistero del corpo trafugato, o almeno così sembra perché un colpo di scena finale stravolge la vicenda e svela chi ha sottratto veramente il corpo di Rebecca e per quali motivi.

## Produzione
Il film è stato diretto da Vincenzo Alfieri, il quale ha curato la riscrittura della sceneggiatura con Giuseppe G. Stasi tratta dal film spagnolo El cuerpo di Oriol Paulo del 2012. Il film è stato prodotto da Tarak Ben Ammar e Roberto Proia per Sony Pictures International Productions e Eagle Pictures. Le riprese si sono svolte tra novembre e dicembre 2023 a Roma.

## Promozione
Il trailer del film è stato diffuso online il 18 settembre 2024. Il film è stato presentato in anteprima, fuori concorso, al Torino Film Festival 2024.

## Distribuzione
Il film è stato distribuito nelle sale cinematografiche italiane a partire dal 28 novembre 2024.

## Accoglienza
Il film ha ricevuto recensioni generalmente favorevoli dalla critica cinematografica.
Damiano Panattoni di Movieplayer.it afferma che il regista nel dirigere il remake «riesce a rispettare lo spunto, rafforzando la sua personale idea di cinema» apprezzando la fotografia di Reitano e le scenografie di Taddei, trovandovi tuttavia in alcune parti una «esagerata, e a volte caricaturale, messa in scena». Il recensore apprezza inoltre la scelta del cast, in particolar modo l'interpretazione di Giuseppe Battiston.
Gianluca Arnone del Cinematografo apprezza la soluzione della sceneggiatura di «rompere la linea temporale attraverso diversi flashback che, [...] permettono di guardare dentro i fatti» rispetto al film originale, affermando che Alfieri «conosce e applica regole e stilemi di genere, infiocchettando un congegno narrativo ben oleato», su cui recita un cast che «risponde presente, a suo agio nelle maschere che il copione gli impone».